# Preisingerita
La preisingerita és un mineral de la classe dels fosfats, que pertany i dona nom al grup de la preisingerita. Rep el nom en honor de mineralogista Anton Preisinger (n. 1925), de la Universitat de Viena (Àustria).

## Característiques
La preisingerita és un arsenat de fórmula química Bi₃(AsO₄)₂O(OH). Va ser aprovada com a espècie vàlida per l'Associació Mineralògica Internacional l'any 1981. Cristal·litza en el sistema triclínic. La seva duresa a l'escala de Mohs es troba entre 3 i 4.
Segons la classificació de Nickel-Strunz, la preisingerita pertany a «08.BO: Fosfats, etc. amb anions addicionals, sense H₂O, només amb cations de mida gran, (OH, etc.):RO₄ sobre 1:1» juntament amb els següents minerals: nacafita, petitjeanita, schumacherita, atelestita, hechtsbergita, smrkovecita, kombatita, sahlinita, heneuïta, nefedovita, kuznetsovita, artsmithita i schlegelita.

## Formació i jaciments
Va ser descoberta a la mina San Francisco de los Andes, situada a la localitat de Calingasta, al departament de Calingasta (Província de San Juan, Argentina). També ha estat descrita en una vintena de països d'arreu del planeta.